# Piñango
Piñango es una población ubicada en el Municipio Miranda del estado Mérida, Venezuela, capital de la parroquia homónima. Está ubicada en la región montañosa de la ladera noroeste de la Sierra La Culata, al norte del estado.
Conocido anteriormente con el nombre de Pueblo de la Sal era utilizado como ruta para el transporte de sal desde las salinas del norte del lago de Maracaibo hacia las regiones andinas.
Pese a estar muy cercano al Parque nacional Sierra de la Culata, las selvas nubladas en las cercanías del pueblo han sido devastadas por un proceso de acelerada conversión de tierras para el cultivo de hortalizas y flores y la ganadería de altura.
En estas selvas se describió el sapito verdirrojo de Piñango (Atelopus pinangoi Rivero, 1982), actualmente considerado en peligro crítico.
Tiene su institución colegial de nombre Unidad Educativa Dr. Ignacio. Fernández. Peña hubicada en el sector los lirios por el río chirury

## Toponimia
Originalmente "San Antonio de la Sal", luego "Pueblo de la Sal" y finalmente, a partir de 1890, Piñango en honor al gobernador de Mérida (1826 - 1830) Judas Tadeo Piñango (1789 - 1848), quien participó en la Campaña Admirable de 1813 y entre muchas otras, en la primera y la segunda batallas de Carabobo. Sus restos están en el Panteón Nacional desde 1942.

## Enlences externos
- Página de Piñango sobre Pueblos de Venezuela

- Datos: Q109041516
- Multimedia: Piñango / Q109041516